# Salade fécampoise
Pour les articles homonymes, voir Salade et Fécamp.
La salade fécampoise ou salade des chalutiers fécampois est une recette de cuisine traditionnelle de salade composée de la cuisine normande (étendue avec le temps à la cuisine française) à base de hareng, pomme de terre, oignon, œuf dur, vinaigrette.

## Histoire
La salade fécampoise (ou salade des chalutiers fécampois) est une spécialité culinaire traditionnelle de Fécamp, important port de pêche historique de la côte normande, réputé pour ses chalutiers morutiers de grande pêche,, avec une saison de pêche du hareng qui s'étale généralement sur quatre mois, de mai à septembre, où tout Fécamp cuisine traditionnellement le hareng frais avec de nombreuses recettes, à la vapeur, grillé, au four, mariné, ainsi que le hareng saur (salé-fumé) tout le restant de l'année.

## Recette

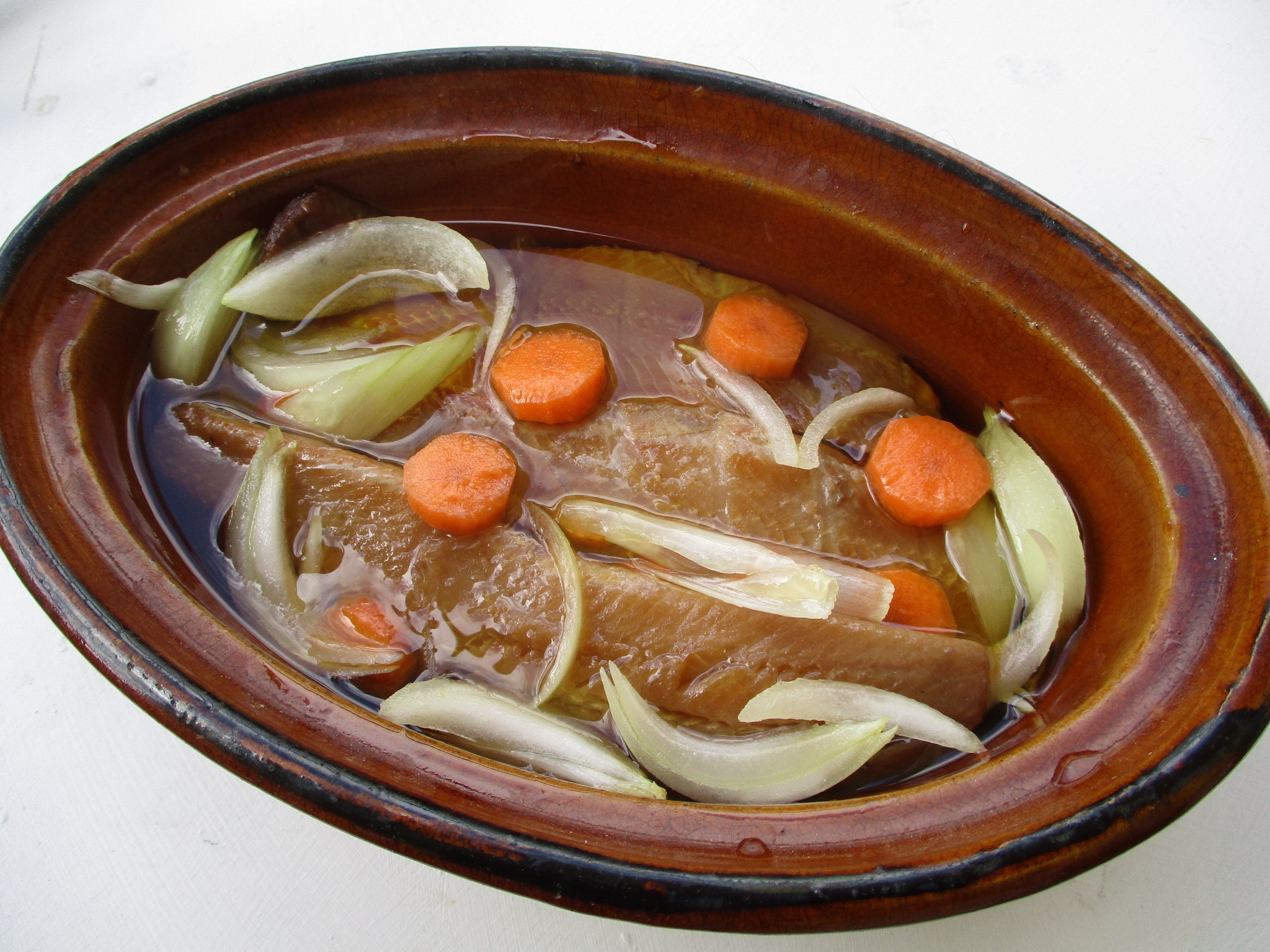
Filets de harengs marinés à l'huile dans une terrine (variante).

Cette salade composée est à base de pommes de terre cuites à l'eau coupées en dé ou en rondelle, hareng frais (ou hareng saur) en tronçon, œufs dur, oignons ou échalotes finement hachés, sauce vinaigrette,, avec éventuellement également des pommes, tranches de tomates, carottes en rondelle, salade de pissenlit, persil haché, cornichons.
Cette recette se décline également en « filets de harengs marinés en salade » avec des filets de hareng marinés à l'huile, avec carotte, oignon et bouquet garni de plantes aromatiques,, servis avec pomme de terre et salade.